# هربرت الأول، كونت فرماندوا
هربرت الأول (حوالي. 850/848 - 907)؛ كونت فرماندوا، ومياو، وسواسون، هو أرستقراطي كارولنجي.
كان هربرت ابن بيبين من فرماندوا، هربرت أصبح كونت سواسون قبل 889، أيضا دافع عن أويز ضد تسللات الفايكنغ، بسبب كونه كارولنجياً يعتبر هو حفيد بيبين ملك إيطاليا ابن شارلمان.
هربرت رتب تحالفاً مع روبرت الأول ماركيز نيوستريا من خلال تزويجه ابنته بياتريس، وأيضا تزويج ابنة روبرت أديلا من زواجه الأولى من ابنه وريثه هربرت.

## الزواج والذرية
تزوج من بيرثا دي مورفويس؛ وأنجبت له:-
- هربرت الثاني، كونت فرماندوا (توفي.943)؛ خلفه.[2]
- بياتريس (800-931)؛ أصبحت ملكة الفرنجة القرينة بعد وصول إلى العرش بين عامي 922 و923؛ وهي سلف كابيتيون من خلال أبنها هيو العظيم.[2]
- كونيغوندا؛ تزوجت من أودو دي فيتراو.[2]